# Akira Mizubayashi
Akira Mizubayashi (水林 章, Mizubayashi Akira) est un écrivain japonais d'expression japonaise et française, né le 5 août 1951 à Sakata au Japon.

## Biographie
Akira Mizubayashi commence ses études à l'Université des études étrangères de Tokyo avant de se rendre à Montpellier, en France, où il entame en 1973 une formation afin d'enseigner le français. Il passe trois années en tant que « pensionnaire étranger » (PE Lettres 1979) à l'École normale supérieure de la rue d'Ulm. Il enseigne, depuis 1989, à l'université Sophia de Tokyo, au Japon.

## Œuvre littéraire
Il a publié six essais en japonais avant d'écrire en français les œuvres suivantes :

### Romans
- Un amour de Mille-Ans, Paris, Gallimard, 2017, 262 p.  (ISBN 978-2-07-269786-9) ; réédition, Paris, Gallimard, coll. « Folio » no 6523, 2018  (ISBN 978-2-07-278229-9)
- Âme brisée, Paris, Gallimard, coll. « Blanche », 2019, 256 p.  (ISBN 978-2-07-284048-7) – Prix des libraires 2020[3] _ Prix de L'Algue d'Or 2020 (www.lalguedor.fr) - réédition Gallimard, coll. « Folio », n° 6941, 2021, 272 p.  (ISBN 978-2-072-92121-6)
- Reine de cœur, Paris, Gallimard, 2022  (ISBN 978-2-07-298405-1)
- Suite inoubliable, Paris, Gallimard, 2023 , 246 p.  (ISBN 978-2-07-303211-9)

### Essais
- Une langue venue d'ailleurs, Paris, Gallimard, coll. « L'un et l'autre », préface de  Daniel Pennac, 2011, 268 p.  (ISBN 978-2-0701-3018-4) ; réédition, Paris, Gallimard, coll. « Folio » no 5520, 2013  (ISBN 978-2-07-045036-7)
- Petit éloge de l'errance, Paris, Gallimard, coll. « Folio 2 euros » no 5821, août 2014, 144 p.  (ISBN 978-2-07-045934-6)
- Dans les eaux profondes - Le Bain japonais, Paris, Arléa, coll. « La rencontre », 2018, 221 p.  (ISBN 978-2-36308-156-8)
- Armistice (texte-hommage rédigé par un collectif et édité par Jean-Marie Laclavetine), Paris, Gallimard, 2018, 304 p.  (ISBN 978-2-07-277960-2)

### Texte autobiographique
- Mélodie : Chronique d'une passion, Paris, Gallimard. coll. « L'un et l'autre », 2013, 277 p.  (ISBN 978-2-07-248464-3) ; réédition, Paris, Gallimard, coll. « Folio » no 5811, 2014  (ISBN 978-2-07-045924-7)

## Récompenses
- 2011 : Prix du Rayonnement de la langue et de la littérature françaises, médaille de vermeil[4].
- 2013 : Prix littéraire Richelieu de la Francophonie[5].
- 2013 : Prix littéraire de la Société centrale canine[6].
- 2013 : Prix littéraire 30 millions d'amis, appelé Goncourt des animaux.
- 2015 : Docteur honoris causa de l'université Stendhal de Grenoble[7].
- 2017: Docteur honoris causa de l'université Paul-Valéry Montpellier 3
- 2019 : Docteur honoris causa de l'université de Reims Champagne-Ardenne.
- 2020 : prix des libraires  et Prix de L'Algue d'Or pour Âme brisée
- 2024 : Prix littéraire Guy-Bedouelle pour Suite inoubliable
- 2025 : Grand prix de la francophonie[8]